# Алерштедт
Алерштедт (нім. Ahlerstedt) — громада в Німеччині, розташована в землі Нижня Саксонія. Входить до складу району Штаде. Складова частина об'єднання громад Гарзефельд.
Площа — 62,45 км2. Населення становить 5545 ос. (станом на 31 грудня 2021).

## Галерея

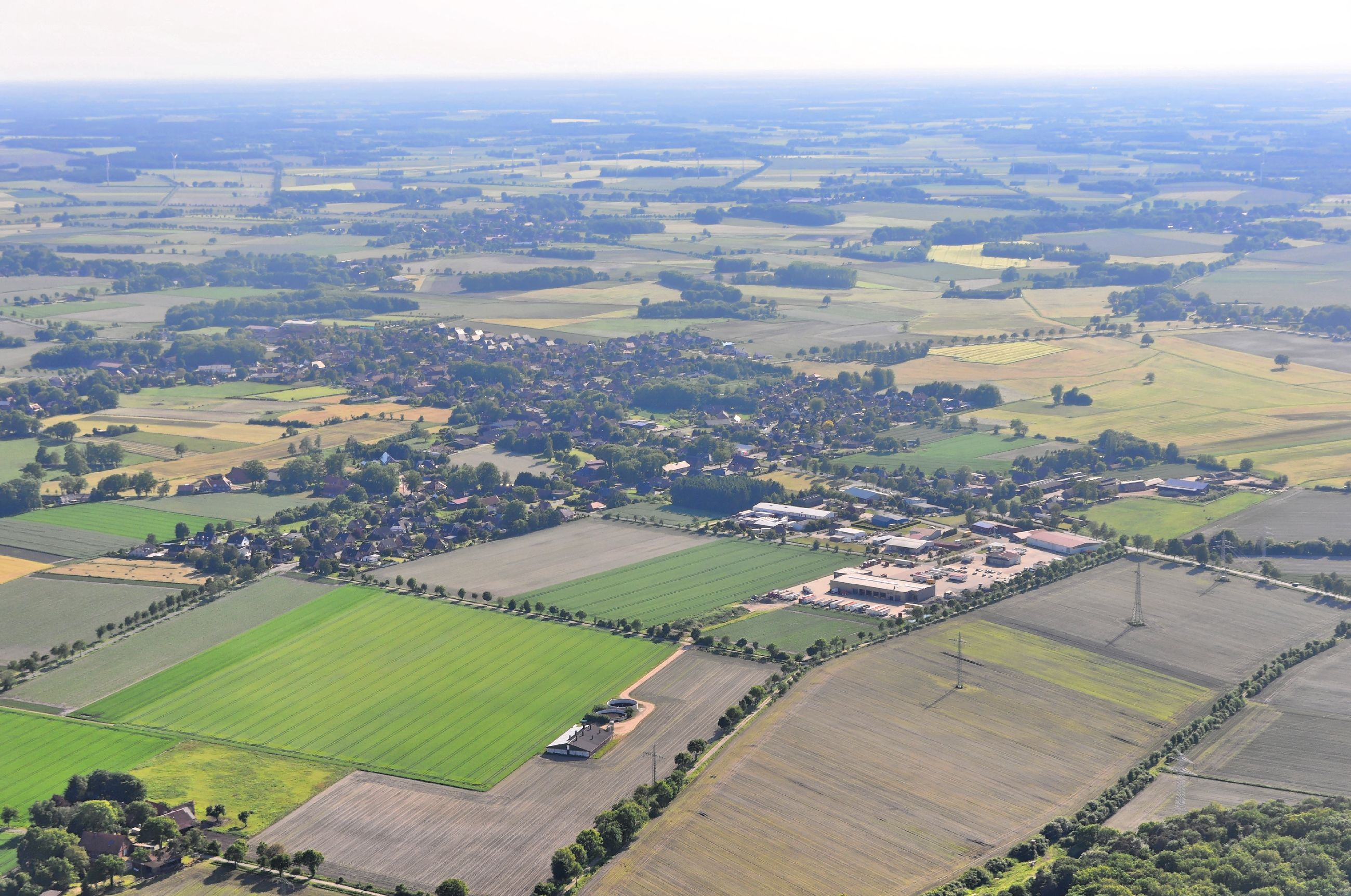
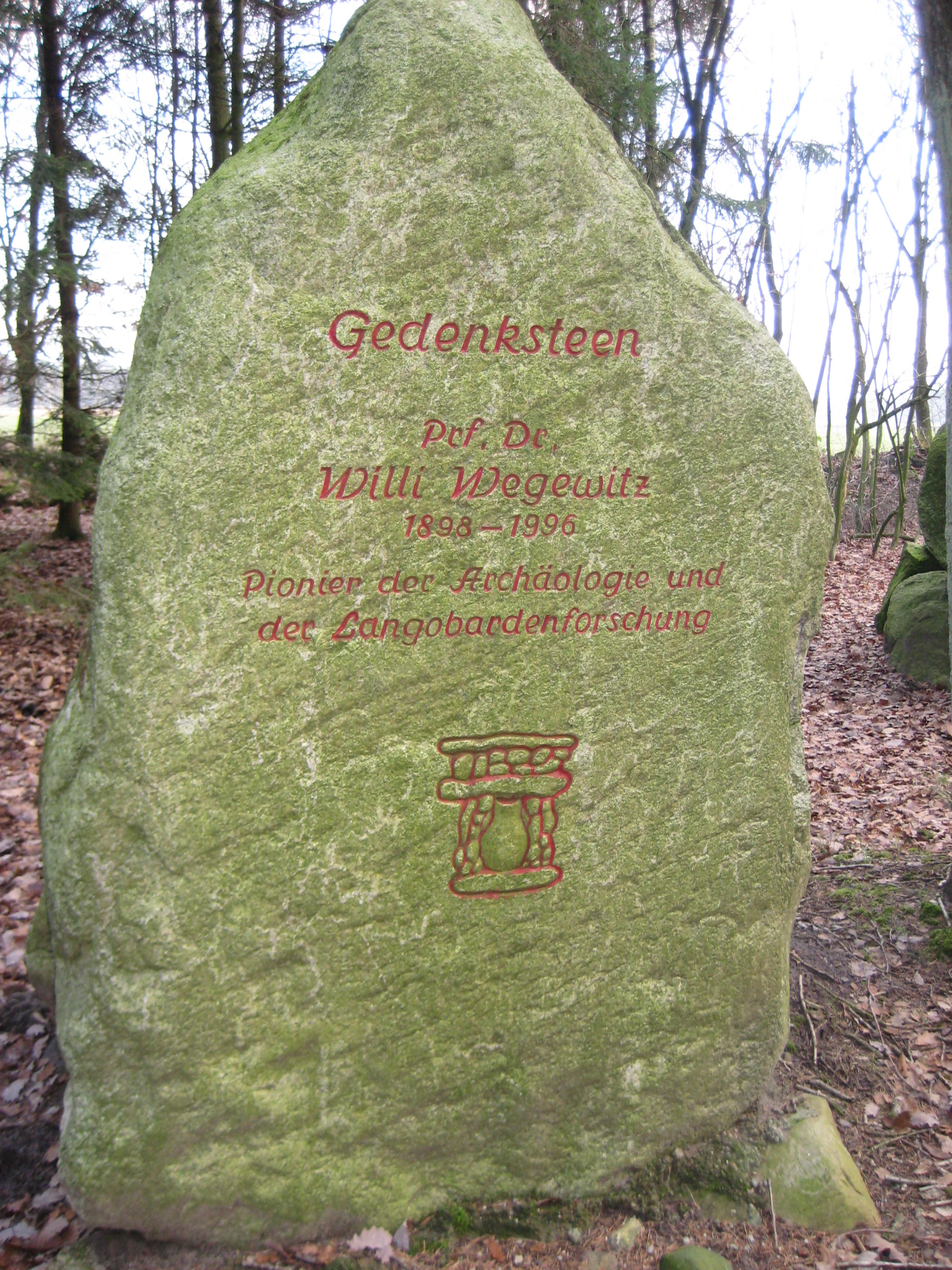